# Жили, Жерар
Жерар Жили (фр. Gérard Gili; 7 августа 1952 года, Марсель, Франция) — французский футболист, вратарь. Известен по выступлениям за «Олимпик Марсель», «Бастию» и «Руан». После завершения карьеры футболиста тренировал ряд французских клубов, а также сборные Египта и Кот-д’Ивуара.

## Клубная карьера
В профессиональном футболе Жили дебютировал в клубе «Олимпик Марсель», в дальнейшем играл за французские клубы «Бастия», «Руан» и «Олимпик Алес». Завершил карьеру Жили в 1983 году в клубе в котором и начал её, в «Марселе».

## Тренерская карьера
Спустя несколько лет после завершения карьеры футболиста Жили стал тренером клуба «Олимпик Марсель», в котором начинал и закончил свою карьеру как игрок, с «Марселем» он дважды побеждал в чемпионате Франции и завоевал национальный кубок. После ухода из «Марселя» Жили на протяжении 90-х годов, продолжал работать во Франции, где тренировал различные клубы. С 1999 года Жили стал работать преимущественно на африканском континенте, где сначала руководил сборной Египта, а затем сборной Кот-д’Ивуара. В последние годы работает в Катаре, где неоднократно возглавлял клуб «Умм-Салаль».

## Достижения
- Чемпион Франции (2): 1988/89, 1989/90
- Обладатель Кубка Франции (1): 1988/89
- Обладатель Кубка французской лиги (1): 1992